# Riki Lindhome
Erika  "Riki" Lindhome (n. 5 de marzo de 1979) es una actriz, comediante y música estadounidense. Es más conocida por sus papeles en series de televisión como Gilmore Girls, House M.D., The Big Bang Theory, United States of Tara, Wednesday, y además por haber formado el dúo musical cómico Garfunkel and Oates junto a la actriz y comediante Kate Micucci (quien también aparece en algunos capítulos de The Big Bang Theory). Es anfitriona del podcast "Making It". Actualmente interpreta a la doctora Valerie Kinbott en la serie Miércoles de Netflix.

## Primeros años
Riki Lindhome nació en Coudersport, Pensilvania, en 1979 y creció en Portville, Nueva York. Es de origen sueco. Lindhome estudió en la Universidad de Syracuse y fue parte del grupo de comedia "Syracuse Live". Después de graduarse en 2000, Lindhome inició su carrera como actriz y sin agente fue capaz de conseguir un pequeño papel en la comedia Titus y un papel menor en la popular serie de televisión Buffy the Vampire Slayer.

## Carrera

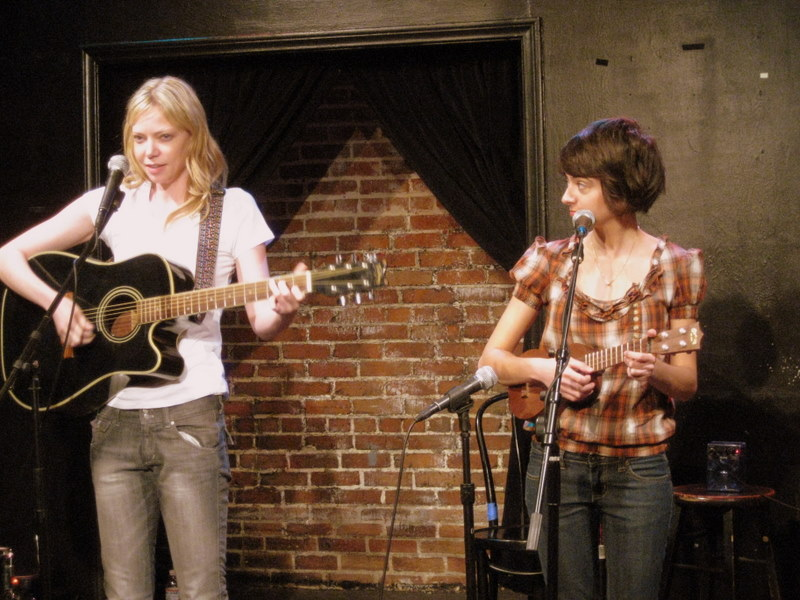
Lindhome como parte del dúo Garfunkel and Oates junto con Kate Micucci en el teatro Upright Citizens Brigade.

Actuó en Garfunkel y Oates junto con Kate Micucci en el Upright Citizens Brigade Theater en 2009.
En 2003 Lindhome obtuvo su primer gran éxito, al obtener un puesto en el grupo de teatro Tim Robbins's Actor's Gang. Ella fue uno de los cuatro actores de la obra que audicionaron en la película ganadora del Óscar Million Dollar Baby, donde interpretó a Mardell Fitzgerald, la hermana del personaje principal Maggie Fitzgerald, interpretada a su vez por Hilary Swank.
En 2005 Lindhome obtuvo un papel regular en Gilmore Girls como Juliet, una compañera de clase de Rory (Alexis Bledel), y en 2006 escribió, produjo y codirigió un cortometraje premiado llamado La vida es corta, protagonizado por ella misma, Alexis Bledel, Samm Levine y Seth MacFarlane. Lindhome También apareció en la película Pulse en 2006 y en 2007 fue una de las actrices que aparecieron en el video musical de "Rockstar" de Nickelback. También apareció en comerciales de los McGriddles de McDonalds, Saturno y Domino's Pizza.
En 2008 Lindhome obtuvo un papel secundario en la película de Angelina Jolie Changeling, interpretando a una "enfermera examinadora". Fue estrella invitada en varias series de televisión populares como The Big Bang Theory, Criminal Minds y Pushing Daisies. En 2009, protagonizó la película remake del clásico de Wes Craven The Last House on the Left
Durante la huelga de escritores en 2007, Lindhome decidió cerciorarse de que su carrera estuviera bien asegurada, buscando más oportunidades como escritora y directora. Lindhome es parte del dúo de comedia musical de Los Ángeles Garfunkel y Oates, junto a Kate "Oates" Micucci. Ella actúa como Riki "Garfunkel" Lindhome. En 2011 Lindhome coescribió un video con Heather Morris, miembro del elenco de Glee, para Funny or Die titulado "Nuthin 'But A Thang Glee", una parodia de la canción de Dr. Dre "Nuthin' but a 'G' Thang" con Snoop Dogg, co -protagonizado por Sofía Vergara, el actor de Glee Matthew Morrison, Cory Monteith, Harry Shum, Jr. y Naya Rivera.   También es presentadora de "Making It", un pódcast de la compañía Nerdist.
En 2012, Lindhome probó con Shakespeare, interpretando a un villano en la adaptación hecha por Joss Whedon de Mucho ruido y pocas nueces.

## Discografía

### Music Songs EP(como parte de Garfunkel and Oates, 2009)
| N.º | Título                              | Duración |  |
| 1.  | «Pregnant Women are Smug»           | 2:17     |  |
| 2.  | «I Would Never (Have Sex with You)» | 2:17     |  |
| 3.  | «Me, You and Steve»                 | 1:57     |  |
| 4.  | «Fuck You»                          | 2:17     |  |
| 5.  | «Only You»                          | 1:52     |  |
| 6.  | «One Night Stand»                   | 4:00     |  |
| 7.  | «Silver Lining»                     | 2:09     |  |
| 8.  | «As You Are»                        | 2:21     |  |

### All Over Your Face(como parte de Garfunkel and Oates, 2010)
| N.º | Título                                  | Duración |  |
| 1.  | «You, Me and Steve»                     | 2:01     |  |
| 2.  | «Weed Card»                             | 1:56     |  |
| 3.  | «Pregnant Women are Smug»               | 2:24     |  |
| 4.  | «Gay Boyfriend»                         | 2:57     |  |
| 5.  | «Fuck You»                              | 2:29     |  |
| 6.  | «Sex With Ducks»                        | 1:58     |  |
| 7.  | «This Party Took a Turn for the Douche» | 3:53     |  |
| 8.  | «Running With Chicken»                  | 1:54     |  |
| 9.  | «One Night Stand»                       | 3:41     |  |
| 10. | «Places to Rest»                        | 2:34     |  |

### Yell At Me From Your Car EP(2011)
| N.º | Título                    | Duración |  |
| 1.  | «Beige Curtains»          | 2:27     |  |
| 2.  | «Accidental Sluts»        | 2:28     |  |
| 3.  | «Self Esteem»             | 2:12     |  |
| 4.  | «Pretty in Buffalo»       | 2:37     |  |
| 5.  | «Just Because You're Not» | 1:31     |  |

## Filmografía

### Cine
| Año  | Título                               | Papel                     | Notas         |
| ---- | ------------------------------------ | ------------------------- | ------------- |
| 2001 | Backseat Detour                      | Catie                     | Cortometraje  |
| 2004 | Seeing Other People                  | Chica besando a Ed        | No acreditada |
| 2004 | Million Dollar Baby                  | Mardell Fitzgerald        |               |
| 2005 | All In                               | Marsha                    |               |
| 2005 | Embedded                             | Gondola & Journalist      | Video         |
| 2005 | Berkeley                             | Luchadora                 |               |
| 2006 | Pulse                                | Janelle                   |               |
| 2006 | Life is Short                        | Lilly                     | Cortometraje  |
| 2007 | Girltrash!                           | LouAnne Dubois            | Video         |
| 2008 | Wednesday Again                      | Carli                     |               |
| 2008 | Changeling                           | Enfermera                 |               |
| 2008 | My Best Friend's Girl                | Hilary                    |               |
| 2009 | The Last House on the Left           | Sadie                     |               |
| 2009 | Powder Blue                          | Nicole                    |               |
| 2009 | Say Hello to Stan Talmadge           | Polly Talmadge            |               |
| 2009 | Imaginary Larry                      | Betsy                     | Cortometraje  |
| 2011 | A Good Funeral                       | Polly                     |               |
| 2012 | Much Ado About Nothing               | Conrade                   |               |
| 2012 | Fun Size                             | Galaxy Scout              |               |
| 2013 | Hell Baby                            | Marjorie                  |               |
| 2014 | Search Party                         | Cantante en bodas         |               |
| 2015 | Bob Esponja: Un héroe fuera del agua | Popsicle                  | Voz           |
| 2016 | Nerdland                             | Linda                     | Voz           |
| 2017 | The Lego Batman Movie                | Pamela Isley / Poison Ivy | Voz           |
| 2017 | The Lego Batman Movie                | Bruja Mala del Oeste      | No acreditada |
| 2018 | Under the Silver Lake                | La Actriz                 |               |
| 2019 | Knives Out                           | Donna Thrombey            |               |
| 2023 | Candy Cane Lane                      | Suz                       |               |
| 2024 | Afraid                               | Maud                      | Posproducción |

### Televisión
| Año       | Título                   | Papel                       | Notas                                                                        |
| --------- | ------------------------ | --------------------------- | ---------------------------------------------------------------------------- |
| 2002      | Titus                    | Charlie                     | 1 episodio ("Errrr")                                                         |
| 2002      | Buffy the Vampire Slayer | Cheryl                      | 1 episodio ("Him")                                                           |
| 2002–2006 | Gilmore Girls            | Chica #2 / Juliet           | 5 episodios                                                                  |
| 2006      | Héroes                   | Chica del alquiler de autos | 1 episodio ("Chapter Three 'One Giant Leap'")                                |
| 2007      | The Minister of Divine   | Sally                       | 1 episodio ("Pilot")                                                         |
| 2007      | Raines                   | Tammy                       | 1 episodio ("Reconstructing Alice")                                          |
| 2008      | Pushing Daisies          | Jeanine                     | 1 episodio ("Dummy")                                                         |
| 2008      | The Big Bang Theory      | Ramona Nowitzki             | 2 episodios ("The Cooper-Nowitzki Theorem" y “The Long Distance Dissonance“) |
| 2008      | Criminal Minds           | Vanessa Holden              | 1 episodio ("52 Pickup")                                                     |
| 2009      | Bones                    | Mandy Summers               | 1 episodio ("The Bond in the Boot")                                          |
| 2009      | Three Rivers             | Beth                        | 1 episodio ("The Kindness of Strangers")                                     |
| 2009      | Nip/Tuck                 | McKenzie                    | 1 episodio ("Willow Banks")                                                  |
| 2010      | House                    | Sarah                       | 1 episodio ("Lockdown")                                                      |
| 2010      | Drop Dead Diva           | Marjorie Little             | 1 episodio ("Begin Again")                                                   |
| 2011      | $h*! My Dad Says         | Laura Griffin               | 1 episodio ("Who's Your Daddy?")                                             |
| 2011      | United States of Tara    | Daisy                       | 1 episodio ("Dr. Hatteras' Miracle Elixir")                                  |
| 2011      | Traffic Light            | Amy                         | 1 episodio ("Credit Balance")                                                |
| 2011      | Happy Endings            | Angie                       | 1 episodio ("The Code War")                                                  |
| 2011      | Enlightened              | Harper                      | 5 episodios                                                                  |
| 2012      | Garfunkel and Oates      | Riki                        | 1 episodio ("Pilot")                                                         |
| 2012      | Sketchy                  | Anunciadora                 | 1 episodio ("Junk Pump")                                                     |
| 2012      | Staged                   | Ryda                        | 1 episodio ("Flo Rida")                                                      |
| 2013      | King of the Nerds        | Ella misma                  | 1 episodio ("Nerdy Dancing")                                                 |
| 2013      | House of Lies            | Melanie                     | 1 episodio ("The Runner Stumbles")                                           |
| 2013      | Adventure Time           | Mujer de la isla (voz)      | 1 episodio ("Party's Over, Isla de Señorita")                                |
| 2013      | New Girl                 | Kylie                       | 1 episodio ("The Captain")                                                   |
| 2015      | Another Period           | Beatrice                    | Todos los episodios                                                          |
| 2015      | Brooklyn Nine-Nine       | Agneta                      | 1 episodio ("The Swedes")                                                    |
| 2022      | Miércoles                | Valerie Kinbott             | Todos los episodios                                                          |